# Gypsophila boissieriana
Gypsophila boissieriana är en nejlikväxtart som beskrevs av Heinrich Carl Haussknecht och Bornm. Gypsophila boissieriana ingår i släktet slöjor, och familjen nejlikväxter. Inga underarter finns listade i Catalogue of Life.